# Lípa obecná

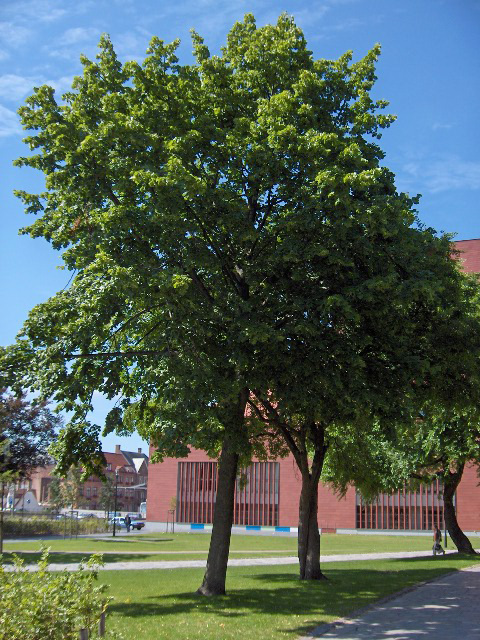
Habitus stromu v městské výsadbě

Lípa obecná (Tilia × vulgaris též Tilia × europaea, lípa evropská) je v přírodě vzniklý kříženec druhů lípa velkolistá (Tilia platyphyllos) a lípa malolistá (Tilia cordata).

## Synonyma
- Tilia × europaea L. p. p.[pozn. 1]
- Tilia × intermedia DC.

## Popis
Ve většině znaků je intermediární mezi rodičovskými druhy. Plody jsou mírně dřevnaté a žebernaté, jsou smáčknutelné v prstech, ale pouze za většího úsilí. U lípy malolisté jsou smáčknutelné velmi snadno, u lípy velkolisté nejsou v prstech smáčknutelné. Podobně přechodné jsou i znaky na listech (hnědé chomáčky chlupů v paždí žilek).

## Rozšíření
Tento kříženec je rozšířen ve společném areálu obou druhů. V České republice je však v přírodě poměrně vzácný, zato je často vysazován ve městech a parcích jako alejový strom.

## Mezitaxonové vztahy
Spásačem je tesařík Stenostola ferrea (Schrank, 1776).